# جولیا رابرتز (بازیکن فوتبال)
جولیا رابرتز (انگلیسی: Julia Roberts؛ زادهٔ ۷ فوریهٔ ۱۹۹۱) بازیکن فوتبال اهل ایالات متحده آمریکا است.
از باشگاه‌هایی که در آن بازی کرده‌است می‌توان به باشگاه فوتبال رین، واشینگتن اسپیریت، و باشگاه فوتبال زنان سیاتل ساندرز اشاره کرد.
وی همچنین در تیم ملی فوتبال United States U17 بازی کرده‌است.